# Rodrigo Borja Cevallos
Rodrigo Borja Cevallos (Quito, Equador, 19 de juny de 1935) és un polític equatorià que va ser president de l'Equador entre els anys 1988 i 1992.
Borja fou el fundador i un dels ideòlegs principals del partit Izquierda Democrática (format el 1970), i en fou el seu candidat a la presidència el 1978, el 1984, el 1988 i el 1998. L'agost de 1988 guanyà les eleccions i fou proclamat president. En la seva victòria influí el fet de trobar-se lliure de sospites de corrupció i representar, en certa manera, una mena nova de polític, menys populista i més professional.
Va trobar una situació econòmica molt difícil. El daltabaix de diversos sectors de l'economia durant el govern de León Febres-Cordero es va deure a la brusca baixada del preu del barril del petroli al mercat internacional, al terratrèmol que va ocasionar la suspensió de les exportacions petrolieres durant cinc mesos, a l'adopció de polítiques neoliberals i a una política de despesa pública irresponsable. L'Equador es trobava en una crisi de valors polítics, constitucionals i ètics com a resultat d'una administració qualificada de «dictadura civil» per l'expresident Osvaldo Hurtado.
El sistema de «minidevaluacions» establert pel nou govern va tenir diverses virtuts: va revertir el caos monetari vigent fins a 1988, va aconseguir mantenir un tipus de canvi real més competitiu i va corregir els desfasaments. Les exportacions de flors, meló, pinya americana, tabac i productes industrialitzats van créixer un 25 per cent el 1991 respecte del 1990. Es va estimar que per a finals de 1992 les exportacions globals arribarien a una mica més de tres mil milions de dòlars.
Malgrat aquests èxits, la inflació va arribar al 75,6% de mitjana anual i al 99% de mitjana el març de 1989. El Govern no va poder abaixar el ritme del creixement de la inflació a un 30 per cent anual com havia promès. Això hipotecà les promeses de reformes socials que en bona part li havien donat el govern. Els nivells de misèria, indigència, desnutrició i desocupació van assolir els nivells més alts des de 1982. Malgrat accions socials considerables (programes d'alfabetització, obres públiques, hospitals, habitatges) els estralls causats per la inflació van minar la popularitat del president i el seu partit. Aquesta impopularitat es va manifestar en les eleccions a diputats, alcaldes i prefectes provincials de juny de 1990, en les quals van triomfar els partits de l'oposició. En les següents eleccions presidencials de 1992, Borja va ser derrotat per Sixto Durán Ballén, del partit Unión Republicana.